# 一條富子
一条 富子（寬保3年二月四日（1743年2月27日）- 寬政7年十一月三十（1796年1月9日）），為日本江戶時代中期皇太后。桃園天皇女御、後桃園天皇與伏見宮貞行親王生母。女院號為恭禮門院（きょうらいもんいん）。生父關白一条兼香，生母為一条家女房。准母為飛鳥井雅豐之女。一条家的本姓為藤原，因此有時一条富子也被寫作藤原富子（ふじわら の とみこ）。
寶曆5年（1755年）10月敘從三位，11月進入桃園天皇的後宮成為女御。寶曆9年（1759年）3月獲得准三宮宣下。寶曆12年丈夫桃園天皇崩御，而富子與桃園天皇之間的第一皇子——英仁親王又過於年幼，因而由桃園天皇之姊——緋宮智子內親王暫先即位，是為後櫻町天皇。明和7年（1770年）12歲的英仁親王接受了姑母後櫻町天皇的讓位，是為後桃園天皇。富子的地位也從先皇遺孀一躍成為國母。明和8年（1771年）5月9日冊封為皇太后，並且在當日就獲得女院身分，往後世人以其院號——恭禮門院稱之。寛政7年（1795年）崩御，享年53歲。